# 乌特·施塔克
乌特·施塔克（德語：Ute Starke，1939年1月14日—），德国女子竞技体操运动员。她曾代表德国联队、东德参加1960年、1964年和1968年夏季奥林匹克运动会体操比赛，其中1968年奥运会获得一枚铜牌。